# Poenaiki Raioha
Poenaiki Raioha, né le 21 janvier 1997 à Papeete (Tahiti) en Polynésie française, est un surfeur. Son spot préféré est la plage de l'embouchure à Papenoo, car il y a grandi et y a appris à surfer depuis son enfance.

## Biographie

### Enfance
Poenaiki Raioha est né à Tahiti dans une famille de surfeurs ; son grand-père est l’entraîneur de ce jeune surfeur tahitien. Il apprend à surfer depuis son plus jeune âge, ainsi que son petit frère, avec son grand-père et son père. Passionné de surf, il fait des compétitions, enchaîne les victoires et se fait une réputation dans le SUP (stand up paddle) ; il rejoint ainsi la Waterman League pour le Stand Up World Tour des années 2011, 2012, 2013, 2014, 2015, 2016...

### Carrière
Champion du monde amateur de stand up paddle de l'ISA en 2014.
Depuis l'année 2013, ce jeune surfeur a été considéré comme l'un des meilleurs jeunes surfeurs de sa catégorie.
Poenaiki Raioha a été sponsorisé par F-ONE, Naish et Air Tahiti Nui et surfe avec des planches d'F-ONE du début de 2013 jusqu'à maintenant.

## Palmarès
2016 :
- 3e du Sunset Beach Pro 2016 en catégorie Junior du SUWT

2015 :
- 1er Open US du Huntington Beach 2015
- 3e au classement mondial du SUWT
- 1er en Junior et Open du Tahiti Stand Up Paddle Tour
- 2e de l'ISA au Mexique en SUP, en catégorie Junior
- 1er du Paddle Race du Taapuna Master 21
- 2e de l'Air France Paddle Festival
- 4e du Sapinus Pro
- 27e du classement mondial du top 50 des meilleurs surfeurs en paddle
- Champion de la Huntington Beach 2015 du SUWT

2014 :
- Élu Chevalier de Polynésie Française
- Champion du Monde de l'ISA
- 4e du classement mondiale du SUWT
- 2e en Californie de SUP du SUWT

2013 :
- Champion de Polynésie de SUP et de la coupe de Tahiti en Juniors et Open
- 4e du Na Kama Nai en Juniors au Sunset Beach Pro et du Turtle Bay à Oahu
- 1er du Paddle Race sur l'île de Maui sur 14 km
- 1er en binômes avec Jerry Bess à Molokai sur 56 km
- 13e du classement mondial du SUWT 2013

2012 :
- 2e place du SUWT au Sapinus à Tahiti

2011 :
- Demi-finaliste des essais du SUWT à Spanius

## Vie privée
Il est étudiant au lycée Samuel-Raapoto.[Quand ?]